# پاپ ژان ششم
پاپ ژان ششم (به انگلیسی: John VI) (تولد ۶۵۵ - درگذشته ۱۱ ژانویه ۷۰۵) یکی از پاپ‌های کلیسای کاتولیک رم بود که در یونان به دنیا آمد و از ۷۰۱ تا ۷۰۵ میلادی پاپ بود.

## پاپ یونانی[۱]
ژان ششم، یونانی اهل افسس، جانشین سرجیوس اول شد. انتخاب او پس از خالی ماندن کرسی‌اش کمتر از هفت هفته رخ داد.
جان به تئوفیلاکتوس، که توسط امپراتور تیبریوس سوم به ایتالیا فرستاده شده بود، کمک کرد و مانع از اعمال خشونت او علیه رومیان شد. مداخلات ژان ششم مانع از آسیب دیدن تئوفیلاکتوس شد، که برای «ایجاد مشکل برای پاپ» به رم آمده بود.
در سال ۷۰۴، پس از اخراج دوباره از اسقف‌نشین خود، اسقف سالخورده ویلفرید یورک به رم رفت و پرونده خود را «در حضور پاپ ژان [ششم]» مطرح کرد. ویلفرید در سال‌های ۶۵۴ و ۶۷۹ از رم بازدید کرده بود و شاهد تحول تدریجی اداره کلیسا به یک سلسله مراتب تحت سلطه یونانیان بود. به همین دلیل، ژان ششم شورایی از اسقف‌های یونانی زبان را برای شنیدن خواسته‌های ویلفرید تشکیل داد، مانعی زبانی که ویلفرید را بسیار نگران کرد. با این وجود، شورای کلیسا ویلفرید را تبرئه کرد، او را به اسقف‌نشین خود که تا زمان مرگش در سال ۷۰۹ در آن مشغول بود، بازگرداند و او را با نامه‌هایی برای پادشاه اتلرد مرسیا جهت اجرای فرامین پاپ فرستاد. ژان همچنین پالیوم را برای برهتوالد فرستاد، که سرجیوس اول او را به عنوان اسقف اعظم کانتربری تأیید کرده بود.

## روابط با لمباردها[۱]
جان موفق شد از طریق تاکتیک‌های ترغیب و رشوه، دوک گیسولف اول از بنونتو را به عقب‌نشینی از سرزمین‌های امپراتوری ترغیب کند. طبق برخی منابع، او «به تنهایی دوک لمبارد گیسولف از بنونتو را متقاعد کرد که نیروهایش را عقب بکشد و به خانه بازگردد» پس از آنکه دوک، حومه کامپانیا همسایه را ویران کرده و اردوگاهی در نزدیکی دیوارهای شهر رم ساخته بود. پاپ ژان که از رنج مردم ناراحت بود، تعدادی از کشیشان را که پول به همراه داشتند به اردوگاه دوک لمبارد فرستاد تا تمام اسیرانی را که گیسولف گرفته بود، آزاد کنند.
از دیگر رویدادهای مهم در دوران پاپی ژان ششم می‌توان به پادشاه لمبارد، آریپرت دوم، اشاره کرد که کوه‌های آلپ کوتیوس را به وضعیت سابق خود به عنوان میراث پاپ بازگرداند. پروژه‌های ساختمانی متعددی نیز انجام شد، از جمله یک آمبون جدید در کلیسای سنت اندرو رسول، یک پارچه محراب جدید برای سن مارکو، و «پرده‌های سفید شفاف معلق بین ستون‌ها در دو طرف محراب در سن پائولو». ژان ششم همچنین شرقی‌ها را در سلسله مراتب اسقفی، از جمله بونیفاس، مشاور پاپ، ارتقا داد.